# Pteropus tuberculatus
Pteropus tuberculatus là một loài động vật có vú trong họ Dơi quạ, bộ Dơi. Loài này được Peters mô tả năm 1869.

## Hình ảnh